# Câmera fotográfica do tipo mirrorless
Uma câmera fotográfica do tipo mirrorless é uma câmera fotográfica que não possuí espelho. Em sua grande extensão são câmeras com lentes/objetivas intercambiáveis, assim como as câmeras DSLR. Uma câmera sem espelho usa um sensor de imagem para fornecer uma imagem para o visor eletrônico, as vezes referido como viewfinder. Ela é referida como mirrorless (palavra chave adotada pelas fabricantes para explicar a característica) pois o equipamento não possuí um espelho móvel no caminho óptico.
Em comparação com as câmeras SLR, as câmeras sem espelho podem ser feitas de forma mais simples, menor e mais leve, pois não possuem visor óptico. Tal visor é composto de um mirrorhousing, um espelho móvel, ou um prisma de visualização com retículo. Nem precisam de um espelho autofoco secundário, um conjunto de sensores de focagem automática e um sensor de medição de luz separado.
Desde telefones celulares com câmeras, câmeras compactas, câmeras superzoom hoje todos são câmeras sem espelho, é essencialmente apenas as câmeras DSLR, com ênfase na R (Reflex), que são câmeras com espelhos móveis
Câmeras mirrorless tiveram até recentemente dois desafios contra as câmeras DSLRs. O desafio inicial foi fornecer um viewfinder com a resolução, clareza e resposta de visão óptica direta. O segundo desafio foi que o autofoco de detecção de contraste (CDAF) inicialmente usado em câmeras sem espelho requer cerca de duas vezes o tempo para adquirir foco em comparação com o de autofoco de detecção de fase (PDAF). Fotógrafos profissionais cobrindo eventos esportivos e notícias foram, portanto, entre os últimos a abraçar as câmeras sem espelho. A última geração de câmeras sem espelho, no entanto, tem o PDAF integrado no sensor de imagem oferecendo autofoco totalmente competitivo e preciso e muitas vezes mais rápido em disparo continuo do que as DSLRs.

## Novas tecnologias em câmeras mirrorless

### IBIS
Considerando que as técnicas de estabilização de imagem (IS), também chamado de redução de vibração (VR), estão disponíveis para câmeras DSLRs por algum tempo, as recentes câmeras sem espelho estão oferecendo estabilização (IBIS) onde o sensor de imagem se move dentro da câmera para manter a imagem estável no sensor de imagem, neutralizando qualquer vibração indesejável ou agitação da câmera durante exposições de mão. O fabricante Olympus combina isso com redução de vibração na lente para atingir cinco eixos de redução de vibração total, incluindo dois eixos de rotação

### Obturador silencioso
Com tempos de varredura do sensor até 1/60 de segundo, os obturadores eletrônicos são agora úteis mesmo durante exposições curtas de sujeitos em algum movimento sem distorcer a imagem.

### A focagem automática contínua
A capacidade de uma câmera com foco automático de focalizar novamente entre disparos rápidos em uma série de exposições contínuas (CAF) tem sido até recentemente possível apenas com DSLRs de ponta, e mesmo assim limitada pelo mecanismo de espelho. A velocidade de disparo contínua foi limitada a cerca de meia dúzia de disparos por segundo. Embora a velocidade do foco automático tenha sido o calcanhar de Aquiles das câmeras mirrorless, vários fabricantes hoje aumentam o disparo contínuo com contínua reorientação de foco entre as fotos a taxas de até 18 quadros por segundo com obturador eletrônico silencioso e até 10 quadros por segundo com obturador mecânico.

### Com alta faixa dinâmica
Na câmera está sendo oferecida a automação da fotografia de alta gama dinâmica (HDR). A câmera tira uma série de fotos sob diferentes exposições e combina-as na câmera em uma imagem de alto alcance dinâmico.

### Imagem de alta resolução
Embora a resolução de qualquer sensor de imagem digital seja limitada, o mecanismo IBIS na câmera permite que a câmera mova o sensor de imagem em passos menores que o tamanho do pixel do sensor de imagem para produzir uma imagem de multi exposição com uma resolução maior do que o próprio sensor de imagem. Ambas as imagens de alta gama dinâmica (HDR) e de alta resolução são melhor capturadas enquanto a câmera é montada em um tripé e acionada remotamente.

### Stacking do foco
Muitas câmeras mirrorless são também capazes de produzir uma imagem com a aparentemente infinita profundidade de foco. A técnica envolve várias exposições executada em vários planos focais e combinado na câmara para uma imagem com a aparentemente infinita profundidade de foco.

### Tela de toque
A tecnologia de tela de toque finalmente foi adotada pela indústria de câmera. É agora mais fácil de manobrar dentro dos menus e entre os comandos graças à tecnologia de ecrã táctil intuitiva que está a ser aplicada a monitores LCD com câmara sem espelho.

## Mercado
Devido aos avanços feitos na tecnologia de sensor de imagem digital e visores eletrônicos, a eletrônica está substituindo a maioria das partes mecânica das câmeras que uma vez eram necessários em SLRs de filme para enquadrar uma imagem através de um telêmetro óptico ou um visor óptico baseado no conceito de espelho reflexo de lente única. É provável que essa evolução continue oferecendo câmeras espelhadas ainda menores e mais capazes no futuro.
Um dos pioneiros no campo tem sido a Sony Corporation que fornece a um grande número de outras fabricantes de câmeras sensores de imagem. A Sony também vende câmeras próprias, especialmente para mostrar avanços em seus sensores e nas tecnologias de processamento, muitas vezes liberando designs aprimorados a uma taxa rápida, ao mesmo tempo limitando cuidadosamente como eles podem e querem competir com seus clientes de sensores.
Tanto a Canon quanto a Nikon, duas das maiores fabricantes de câmeras, têm lutado financeiramente com a perda de vendas de câmeras mais simples e menos caras para os fabricantes de celulares com câmera habilitada. Atualmente, a Canon e a Nikon têm sido lentas em apanhar a tendência para câmeras de sistema sem espelho. No entanto, uma vez que o mercado mostra-lhes onde ele está indo, é provável que ver câmeras de sistema mirrorless de ambos Canon e Nikon também.

## História
Em 2013 câmeras de sistema Mirrorless constituíram cerca de cinco por cento do total de comércio de câmera. Em 2015, eles representaram 26% das vendas de câmeras fora das Américas e 16% nos EUA.
2004-2008
- A categoria começou com a Epson R-D1 (lançada em 2004), seguida pela Leica M8 (lançada em setembro de 2006, que não é realmente uma câmera "sem espelho", mas uma câmera rangefinder, um sistema de focagem datado de 1933 e a liberação do Leica III, um desenvolvimento do Leica II de 1932) e então o sistema Micro Four Thirds, cuja primeira câmera foi a Panasonic Lumix DMC-G1, lançada no Japão em outubro de 2008.[3]

2009-2010
- Um design mais radical é o da Ricoh GXR (novembro de 2009), que possui lentes não intercambiáveis, mas unidades de lente intercambiáveis sendo uma unidade selada de uma lente mais sensor.[4][5][6]
- Panasonic e Olympus juntas lançaram a Olympus PEN E-P1 (anunciada em junho de 2009) sendo a primeira mirrorless de tamanho compacto. A Samsung NX10 (anunciada em janeiro de 2010) foi a primeira câmera nesta classe que não usava o sistema Micro Four Thirds mas sim, um novo tipo de encaixe de lente proprietária (Samsung NX-mount). A Sony Alpha NEX-3 e NEX-5 (anunciada em 14 de maio de 2010, para lançamento em julho de 2010) viu a entrada da Sony no mercado, novamente com uma nova montagem de lente proprietária (a Sony E-mount), embora com LA -EA1 e LA-EA2 adaptadores para o legado Minolta A-mount.

2011
- Em junho de 2011, a Pentax anunciou a família de câmeras de lente intercambiável sem espelho 'Q' e o sistema de lente 'Q-mount'. A série Q original apresentava um menor sensor CMOS de 1 / 2,3 polegadas com 12,4 megapixel[7] O Q7, introduzido em 2013, tem um sensor CMOS 1 / 1,7 polegada ligeiramente maior com a mesma contagem de megapixels.[8]
- Em setembro de 2011, a Nikon anunciou o seu sistema Nikon 1, que consiste na Nikon 1 J1 e Nikon 1 V1 câmeras e lentes. A V1 possui um viewfinder eletrônico.

2012
- A Fujifilm X-Pro1, anunciada em janeiro de 2012, foi a primeiro não-rangefinder mirrorless com visor óptico. Seu visor híbridos habilita a sobreposição de informações eletrônicas, incluindo a transferência de framelines para compensar a paralaxe.
- Além do interesse para os consumidores, mirrorless criou um interesse significativo nas fabricantes de câmera, tendo potencial para ser uma alternativa para as câmeras de alto padrão. Significativamente, mirrorless tem menos peças móveis do que DSLRs, e são mais eletrônico, que cumpre os pontos fortes de fabricantes de electrónica (tais como Panasonic, Samsung e Sony), enquanto a minar a vantagem de que, existente câmara os fabricantes têm em mecânica de precisão da engenharia. A Sony é o nível de entrada full frame mirrorless α7 II câmera tem uma 24MP 5 eixos, sensor estabilizado ainda é mais compacto e menor custo do que qualquer DSLR de sensor de imagem completa.
- A Nikon anunciou a série Nikon 1 com um sensor de 1" em 21 de setembro de 2011. De acordo com a Nikon, apresentava o autofoco mais rápido do mundo e a velocidade de disparo contínuo mais rápida do mundo (60 fps) entre todas as câmeras com lentes intercambiáveis incluindo DSLRs.[9] A Canon foi a última das maiores fabricantes de DSLRs, anunciando a Canon EOS M em 2012 com sensor APS-C.
- Em um longo prazo, a Olympus decidiu que as mirrorless poderão substituir as DSLRs inteiramente em algumas categorias com o gerente de produtos DSLR.[10]
- O gerente de produto da Lumix G da Panasonic UK, John Mitchell, ao falar para a imprensa no show "Focus on Imaging" de 2011 em Birmingham, informou que a quota de mercado da câmera Panasonic "G" estava quase dobrando a cada ano.[11]

2013
- As vendas de câmeras mirrorless sofreram em 2013 sendo compensado com o aumento de cerca de 12 por cento das vendas de 2013 no popular mercado doméstico mirrorless (Japão).[12] No entanto, a tecnologia sem espelho teve uma captura mais longa na Europa e na América do Norte - de acordo com fontes da indústria fotográfica japonesa, o mirrorless compunha apenas 11,2% das câmeras de lentes intercambiáveis enviadas para a Europa nos primeiros nove meses de 2013 e 10,5% nos EUA no mesmo período.[13] Além disso, um pesquisador do setor determinou que as vendas da Mirrorless nos EUA caíram cerca de 20% nas três semanas que antecederam o 14 de dezembro de 2013, que incluiu a semana-chave de compra da Black Friday; No mesmo período, as vendas de DSLR subiram 1%. Em 2015, a mirrorless esteve ganhando participação de mercado na América do Norte, enquanto a DSLR estando a cair, mostrando taxas de crescimento de 16,5% para o mirrorless enquanto a DSLR está caindo em 17% em vendas de valor de US$. No Japão, as vendas de cameras mirrorless continuam a sobrepor a venda de DSLR. Em 2015, as câmeras sem espelho representaram 26% das vendas de câmeras de lentes intercambiáveis fora das Américas, embora uma parcela menor de 16% nos EUA, mas ainda um enorme aumento na quota de mercado de câmeras intercambiáveis em apenas dois anos

2016
- Em 2016, a Olympus Corporation anunciou a introdução da OM-D E-M1 Mark II, um sucessor do anterior e bem sucedido Mark I. O modelo Mark II retém um sensor de imagem micro 4/3 de 17,3x13 mm com resolução de 20,4 MP e representa uma nova geração de câmeras sem espelho competitivas e em muitos aspectos superiores às câmeras DSLR. É provável que este desenvolvimento será continuado por outros fabricantes de câmeras em APS-C maiores, em formato completo e em câmeras de sistema espelhadas de médio formato.

## Galeria

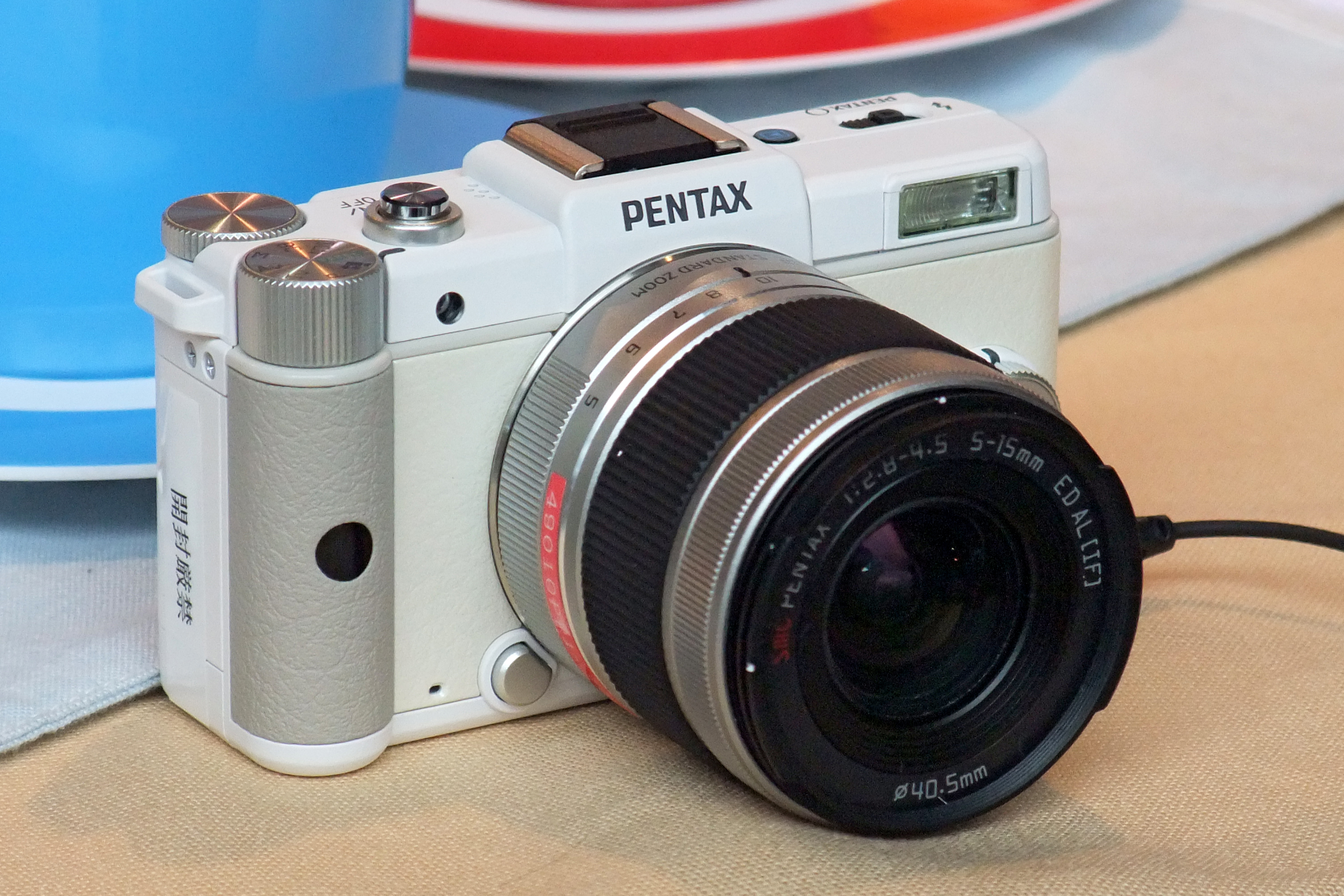
Pentax Q
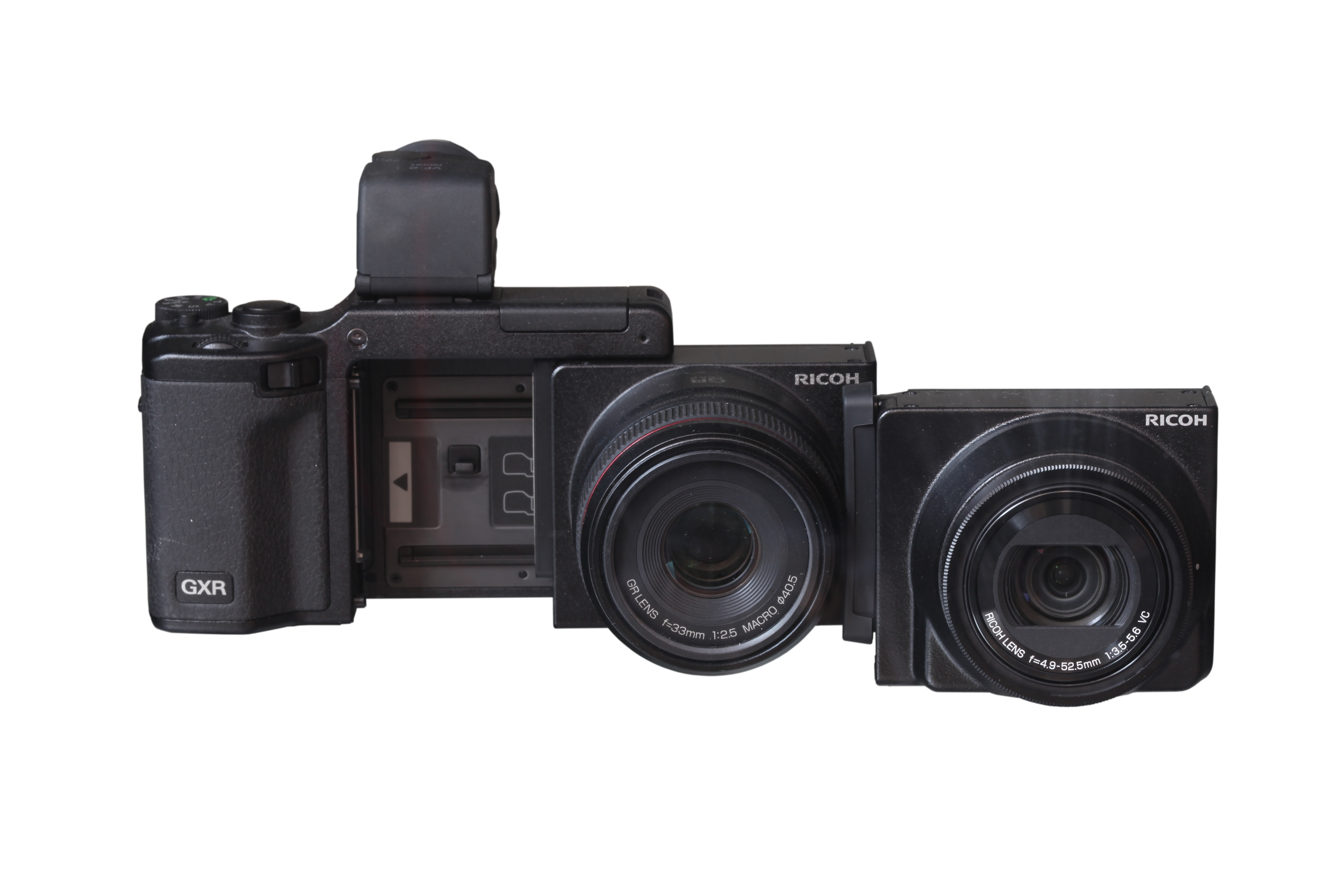
A Ricoh GXR
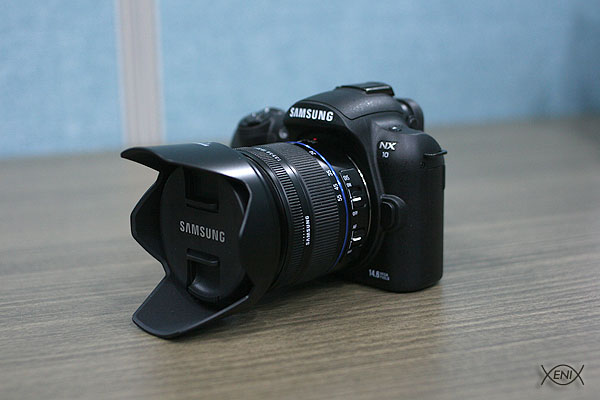
Samsung NX10
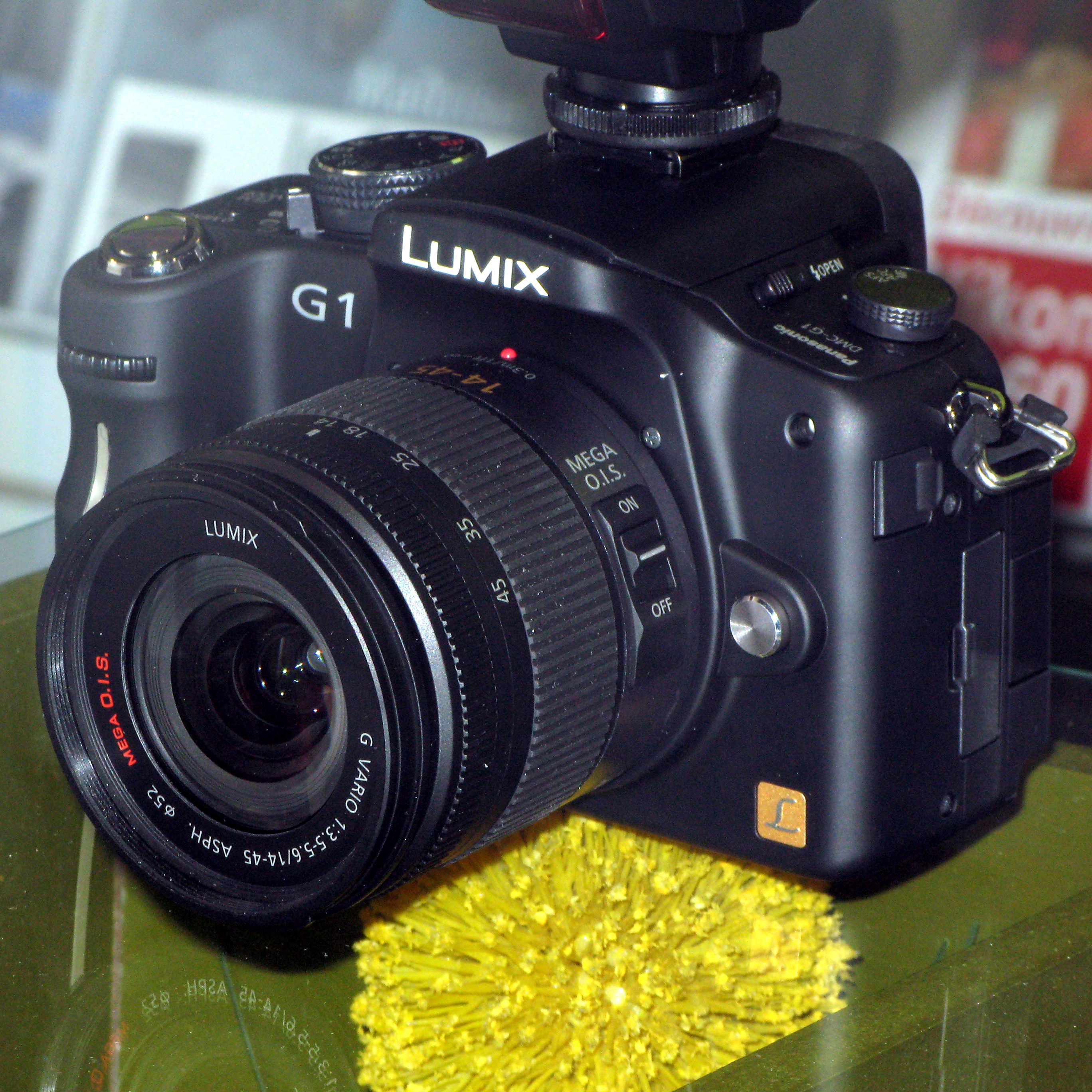
Panasonic Lumix DMC-G1